# FC Cowdenbeath
Der FC Cowdenbeath (offiziell: Cowdenbeath Football Club) ist ein schottischer Fußballverein aus Cowdenbeath. Der Verein spielt in der Lowland Football League, der fünften Liga des schottischen Fußballligasystems, nachdem er 2022 aus der Scottish League Two abgestiegen war. Der im Jahr 1881 gegründete Verein spielt seit 1917 im Central Park.

## Vereinsgeschichte
Der FC Cowdenbeath wurde 1881 aus den beiden Vereinen Cowdenbeath Rangers und Cowdenbeath Thistle gegründet und gilt als der älteste Club der Region Fife. Der Verein trat 1905 der schottischen Liga bei, wurde 1914 und 1915 zweimal Meister der 2. Liga, durfte aufgrund des damaligen Auswahlsystems jedoch nicht aufsteigen. 1924 schaffte Cowdenbeath als Liga-Zweiter den Aufstieg in die höchste Spielklasse und erreichte dort auf Anhieb den fünften Platz. Nach zehn Jahren folgte der Abstieg, dem 1939 der erneute Aufstieg folgte, doch unterbrach der Ausbruch des Zweiten Weltkrieges ein Weiterspielen. Nach Aufnahme des Spielbetriebs nach Kriegsende wurden beide Divisionen verkleinert und sechs Erstligisten, unter ihnen Cowdenbeath, kontroverserweise, in die 2. Liga zurück versetzt. Erst im Jahre 1970 gelang wieder der Aufstieg in die Top-Liga, doch stieg Cowdenbeath direkt wieder ab.
Nach Ende der Saison 2005/06 stieg der Verein als Meister wieder in die 3. Liga auf. Es war der erste Ligatitel seit 67 Jahren. Dem Abstieg 2008 folgte ein Jahr später die direkte Rückkehr in die Second Division. In der Spielzeit 2009/10 gelang Cowdenbeath als Aufsteiger der Durchmarsch in die First Division. Von 2012 bis 2015 spielte der Klub zuletzt in der zweiten schottischen Liga. Danach folgten zwei Abstiege in Folge.

Altes Logo

## Erfolge
- Scottish Division Two:
  - Meister (3): 1913/14, 1914/15, 1938/39
- Scottish Second Division:
  - Meister (1): 2011/12
- Scottish Third Division:
  - Meister (1): 2005/06

## Spieler
- Scott Duncan (1921–1922)
- Craig Levein (1981–1983)
- Greg Stewart (2010–2014)

## Trainer
- Scott Duncan (1925–1932)
- Craig Levein (1997–2000)
- Mixu Paatelainen (2005–2006)

## Bemerkenswertes
1928 spielte der FC Cowdenbeath ein Testspiel gegen die deutsche Olympiaauswahl, die sich auf das Olympiaturnier von Amsterdam vorbereitete. Dabei verlor man vor 30.000 Zuschauern im Münchner Sechzgerstadion mit 2:4.